# ホテル・ニッコー・サイパン
ホテル・ニッコー・サイパン（Hotel Nikko Saipan）は、かつてアメリカ合衆国北マリアナ諸島サイパン島にあったJALホテルズ傘下の高級ホテル。

## 概要
1980年代当時の日本航空はサイパン便も運航しており、サイパンの観光開発に熱心であった。そして1988年4月1日に開業したのが「ホテル・ニッコー・サイパン」である。
クルーズボートをイメージした建物は久米設計が設計を担当した。ロビーホールは吹き抜けになっており、その南北に客室棟が建てられていた。客室は全室オーシャンビューである。近隣のラ・フィエスタ・サン・ロケ・ショッピングプラザにはジープニーによる送迎サービスもあった。2005年6月には明仁天皇・皇后美智子（いずれも当時）が行幸先の宿泊施設として当ホテルを利用した。
しかし、景気低迷やリゾート目的の渡航先の多様化のためにサイパンへの渡航者が減り、これを受けて同年10月に日本航空がサイパン便を取りやめたことから宿泊客が減り、経営的に厳しくなりやがて閉鎖。翌年には道路を挟んだ向かいにあるショッピング・モール、ラ・フィエスタ・サン・ロケも閉鎖した。
2008年2月1日、JALホテルズから離脱して「パームス・リゾート・サイパン」（中国資本）に改称したが、2016年には大韓民国のイーランドグループに経営権が移り、同年7月「ケンジントンホテル・サイパン」に再改称している。

## アクセス
- サイパン国際空港より車で25分

## 施設概要
- レストラン　
  - 「セリーナ」（洋食）
  - 「弁慶」（日本料理）
  - 「桃李」（中国料理）
  - 「パウパウ」（バー）
  - 「花炎樹」（鉄板焼）
- プール　（ウォータースライダー）
- テニスコート
- 免税店
- 庭園
- ツアーデスク

## 周辺施設
- パウパウ・ビーチ
- ラ・フィエスタ・サン・ロケ・ショッピングプラザ